# Alejandro Angulo Guridi
Alejandro Angulo Guridi (San Juan de Puerto Rico, Imperio español, 3 de mayo de 1823 — Masaya, Nicaragua, 17 de enero de 1906) fue un escritor y político dominicano, que llegó a ocupar las carteras de Justicia y Exteriores. Fue él quien escribió el primer cuento dominicano y probablemente también de la primera novela (aunque todavía no hay unanimidad sobre este último punto).

## Biografía
Hijo del militar dominicano al servicio de España don Andrés Angulo Cabrera y de la aristócrata dominicana doña Francisca Guridi Leoz-Echálaz, fue el menor de cuatro hermanos (los mayores son Bernardo Andrés, Francisco Javier y Ramón María) y el único que no nació en Santo Domingo, pues en 1823 la familia emigró ante la ocupación haitiana.
Alejando estudió en el Seminario de San  Carlos de La Habana, ciudad en la que empezó a publicar (al igual que hizo su hermano Francisco). Allí, en 1841 salen por entregas las novelas La joven Carmela y Cecilia en El Eco de Villaclara (es decir, antes que El montero de Pedro Francisco Bonó, publicada en París en 1856), además de leyendas y tradiciones en La Prensa. A fines del año siguiente publica, también en El Eco... en colaboración con Francisco Javier Blanchié la novela cubana La venganza de un hijo y en 1843 aparece Los amores de los indios.
En 1846 se gradúa de abogado y funda el periódico El Prisma con Víctor Kruger de Hidalgo y Ricardo Delmonte.
Dos años más tarde se cuenta entre los que apoyan la conspiración contra el gobierno colonial español en Cuba y después de que Cirilo Villaverde fuera encarcelado, Alejandro Angulo huye y se radica en Estados Unidos.
En Nueva York escribió en La Verdad, vocero de los separatistas cubanos en el exilio, utilizando el seudónimo J. Cubanacán. En 1851 colabora en El Eco del Ozama, de Santo Domingo, y en agosto escribe desde Jacksonville al comerciante T. Rosis una carta que refleja las penurias económicas por las que está pasando en EE UU.
Alejandro Angulo Guridi llega a Santo Domingo a comienzos de septiembre y a finales de año pasa a formar el cuerpo docente, como profesor de Derecho y Literatura, del recién fundado Colegio de San Buenaventura. Comienza a desempeñarse como redactor de El Progreso, periódico dirigido por Nicolás Ureña de Mendoza, en febrero de 1853 y allí publica por entregas una parte de Cecilia, su novela escrita en Cuba.
Consigue en marzo la revalidación de sus títulos expedidos por el Real Acuerdo de la Real Audiencia Pretorial de La Habana y en julio estable su estudio de abogado en la plazuela de la Merced.
El periódico político, literario y mercantil El Orden, dirigido por Alejandro Angulo Guridi comienza a circular el 11 de enero de 1854 y el 22 de abril publica en este medio, con el seudónimo Taramayna, el relato costumbrista «El garito», considerado el primer cuento dominicano. Escribe para la Gaceta Oficial poesías firmadas como Floriano.
Solicita la ciudadanía dominicana en 1856 y en agosto saca el semanario político, literario y económico La República, que dirige. Al asumir el poder Buenaventura Báez, Angulo Guridi, perseguido, opta por asilarse en consulado estadounidense, donde permaneció dos meses, hasta que obtuvo pasaporte y salvoconducto que le permitieron refugiarse primero en Curazao y luego a Islas Turcas, desde donde regresaría a Dominicana para establecerse en Santiago de los Caballeros.
Allí se unió en 1857 a los revolucionarios del 7 de julio y el gobierno del general José Desiderio Valverde lo nombra redactor de la Gaceta Oficial, puesto en el que permanecería hasta el año siguiente.
A principios de 1863, en febrero, se convierte en asesor del Consejo de Guerra del gobierno de la anexión y en agosto asume como teniente alcalde de Santiago; al mes siguiente cae prisionero en el camino a Puerto Plata, cuando viajaba con su esposa Julia y su hijo menor Silverio, y es encarcelado. Permaneció varios meses en la cárcel de la Fortaleza San Luis, hasta que el último día de diciembre sale para Washington. De ahí pasó en 1864 a Nueva York, donde se instala en la Union Square y escribe el ensayo Santo Domingo y España; después se embarca en el vapor Saladine con destino a Islas Turcas. Después, pasando por Santo Domingo, Cabo Haitiano y Saint Thomas, llegan en septiembre a Caracas.
En Venezuela continúa su labor de abogado y periodista, trabaja en la empresa del cubano Domingo Ruiz, enseña inglés, colabora en El Federalista, hace de corresponsal del Herald y del Daily News (en) de Nueva York. 
De regreso en República Dominicana sigue dedicándose al periodismo político y a la literatura. En la presidencia interina de Jacinto de Castro se convierte en 1878 primero en ministro de Justicia e Instrucción Pública y luego del asesinato del titular de Exteriores Manuel Altagracia Cáceres, que sonaba nuevamente para la presidencia, asume esta cartera. Al año siguiente, en el gobierno de Cesáreo Guillermo vuelve a ser ministro de Justicia, por un corto período; en 1880 se embarca nuevamente para Nueva York.
Comienza una época de peregrinar por diferentes países: en 1883 lo vemos dirigiendo el periódico La Nueva Era, de San Salvador; al año siguiente está residiendo en Puntarenas, Costa Rica; en 1886, en Nicaragua, donde colabora con El País, de Managua; en 1891 publica la obra Temas políticos, en dos tomos, en Santiago de Chile, donde se encuentra entonces; al año siguiente reside en Panamá, Curazao, Chile; en marzo de 1894 es nombrado rector del Liceo de Tacna, cargo que ocupará hasta 1897, y primer alcalde de la municipalidad de esta ciudad durante la administración chilena; allí colabora con los periódicos tacneños El Tacora y La Voz del Sur; escribe, además, para el Heraldo de Valparaíso. En 1985 está nuevamente en Santiago de Chile, pero sigue viajando a Tacna para cumplir con su cargo; en 1898 vuelve a Costa Rica y sustituye a Elías Salazar en la dirección del Instituto de Alajuela, pasa a Guatemala, reside en Masaya, Nicaragua, viaja a México. En la primera mitad de 1902 estaba en Panamá, donde escribió para La Estrella; en agosto de 1903 llega en vapor a Santo Domingo precedente de Curazao, pero a los dos meses se embarca para La Habana decidido a no volver a pisar suelo dominicano; al año siguiente zarpa a Curazao y de allí pasa a Cúcuta, en Colombia, y desde allí regresa a Nicaragua, donde ejerció como profesor y director del Liceo de Varones (o Instituto Nacional) de Masaya.
Fallece el 17 de enero de 1906 en Masaya.